# Lumbricillus christenseni
Lumbricillus christenseni är en ringmaskart som beskrevs av Tynen 1966. Lumbricillus christenseni ingår i släktet Lumbricillus och familjen småringmaskar. Arten har ej påträffats i Sverige. Inga underarter finns listade i Catalogue of Life.